# СРНА филм
СРНА филм основана је 10. јула 1992. године Одлуком Владе Српске Републике Босне и Херцеговине. У оквиру СРНА филма у току рата снимљено је 14 документарних филмова и око 2000 сати документарног филмског материјала.

## Рад продуцентске куће
Одлуком Владе Српске Републике БиХ од 10. јула 1992. године о оснивању СРНА филма, за првог директора именован је Миодраг Тарана. Било је и филмских и телевизијских радника из Србије који су учествовали у раду СРНА филма.  
Славко Милановић био је први умјетнички директор СРНА филма. Израдио је Приједлог мјера за унапређење рада у СРНА филму и кинематографији Републике Српске. Како би остварили што боље са филмским радницима и институцијама у Србији, СРНА филм је добио своје представништво у Београд. У почетку важну улогу и велику помоћ имали су од запослених у Застава филму, затим малој продуцентској кући Филм и тон, и Цинепрому, као и бројним појединцима који су волонтерски хтјели да помогну стварању кинематографије Републике Српске. Посао снимања архивске грађе и продукције документарних филмова биле су двије упоредне дјелатности које су се допуњавале и прожимале. Тако је настао и први филм Љето сам провео Миодрага Таране и Зорана Маслића. Током постојања Срна филма снимљено је 16 документарних филмова. Осим ``Љето сам провео``- најбољи видео филм на 40. филмском фестивалу документарног и краткометражног филма у Београду, снимљени су још и:
``Мир у Јањи`` - награда Србрни витез на Фестивалу Златни витез 1993. у Новом Саду, ``Еуровисион``, ``Још увијек сањам Пребиловце``, ``Слике из Завичаја``, Преображење Јабуке Горње``, ``Босна,  земља мржње``,``UNproWAR``, ``Ампутирци``, ``Сланкаменци``, ``Манастир Свете тројице Возућа``,``Порушени храмови``, ``Љетопис јабучке школе``, ``Мој Милане``- награда за режију на 42. београдском фестивалу и специјално признање на Фестивалу Златни витез, ``Азбучни видео буквар``, ``Мјесто Злочина``  

## Засужне личности
- Миодраг Тарана
- Зоран Маслић
- Милован Пандуревић
- Раде Симовић
- Бранко Брђанин
- Драган Тепавчевић
- Војислав Стјепановић
- Славко Миланович
- Светозар Бијелић
- Јован Марковић
- Тихомир Трапара
- Момчило Милидраг
- Живко Бајић
- Миленко Јовановић
- Светлана Арсенијевић
- Душко Анђић
- Драган Елчић
- Душко Трифуновић
- Радул Радовановић
- Зоран Јовановић
- Миодраг Јакшић Фанђо
- Мика Станковић
- Жика Лазић
- Милица Тановић
- Даринка Ђурашковић
- Недељка Наранчић